# Marcha del Orgullo LGBT de Bolivia
La Marcha del Orgullo de las Diversidades Sexuales y Genéricas de Bolivia, es un evento anual que se celebra para conmemorar el Día Internacional del Orgullo LGBT y para promover la visibilidad y el respeto por la diversidad sexual y de género en el país. La primera Marcha del Orgullo LGBT en Bolivia se celebró en la ciudad de Santa Cruz en el año 2000 y desde entonces se ha convertido en una tradición anual en varias ciudades del país. Además de la movilización, se realizan actividades lúdicas y culturales.
A lo largo de los años, la Marcha del Orgullo LGBT en Bolivia ha enfrentado muchos desafíos y ha sido objeto de controversia. Ha sido objeto de críticas por parte de grupos conservadores y ha sido blanco de ataques y amenazas de violencia por parte de algunos individuos y grupos. Sin embargo, la Marcha del Orgullo LGBT ha sido una oportunidad para que la comunidad LGBT en Bolivia se reúna y celebre su diversidad y su orgullo.
En general, la historia de la Marcha del Orgullo LGBT en Bolivia refleja la lucha de la comunidad LGBT por el respeto y la igualdad en un país en el que aún existen muchos prejuicios y discriminación. A pesar de los desafíos, la Marcha del Orgullo LGBT ha sido una oportunidad para que la comunidad LGBT se una y lucha por sus derechos y su visibilidad en la sociedad boliviana.

## Historia
Se realizó por primera vez en el año 2000 en la ciudad de Santa Cruz. La fecha elegida fue el 27 de junio, día previo al día internacional del Orgullo LGBT+, que conmemora la violenta intervención policial en el bar Stonewall Inn de Nueva York y el inicio de la lucha moderna por los derechos LGBT. En dicha ocasión se produjeron hechos de violencia, donde una persona arrojó una bomba de gas lacrimógeno en tanto que un grupo de personas persiguió a manifestantes travestis para agredirlas.
En el año 2002 se sumó la ciudad de La Paz.
En las primeras dos marchas por los derechos LGBT en La Paz, en 2003 y 2004, se observan en algunos miembros, muestras de temor de manifestar sus identidades sexuales, donde los manifestantes llevaban máscaras para cuidar su anonimato.
En 2005, se creara el “Movimiento Arcoíris”, una alianza orgánica que plantea críticas y cambios a la marcha del movimiento LGBT. Buscando resignificar el carácter político de las marchas (alejándose de ser solo un desfile) así como también cuestiona la idea del “Día del Orgullo Gay” ligado a dichas marchas hasta el momento, porque resultaba excluyente para la diversidad habida entre las personas LGBT; de esta forma, las marchas pasaron a denominarse “Marcha del Orgullo de las Diversidades Sexuales y Genéricas”.
En la marcha del año 2007 en La Paz, una bomba molotov estalló dejando varios heridos.

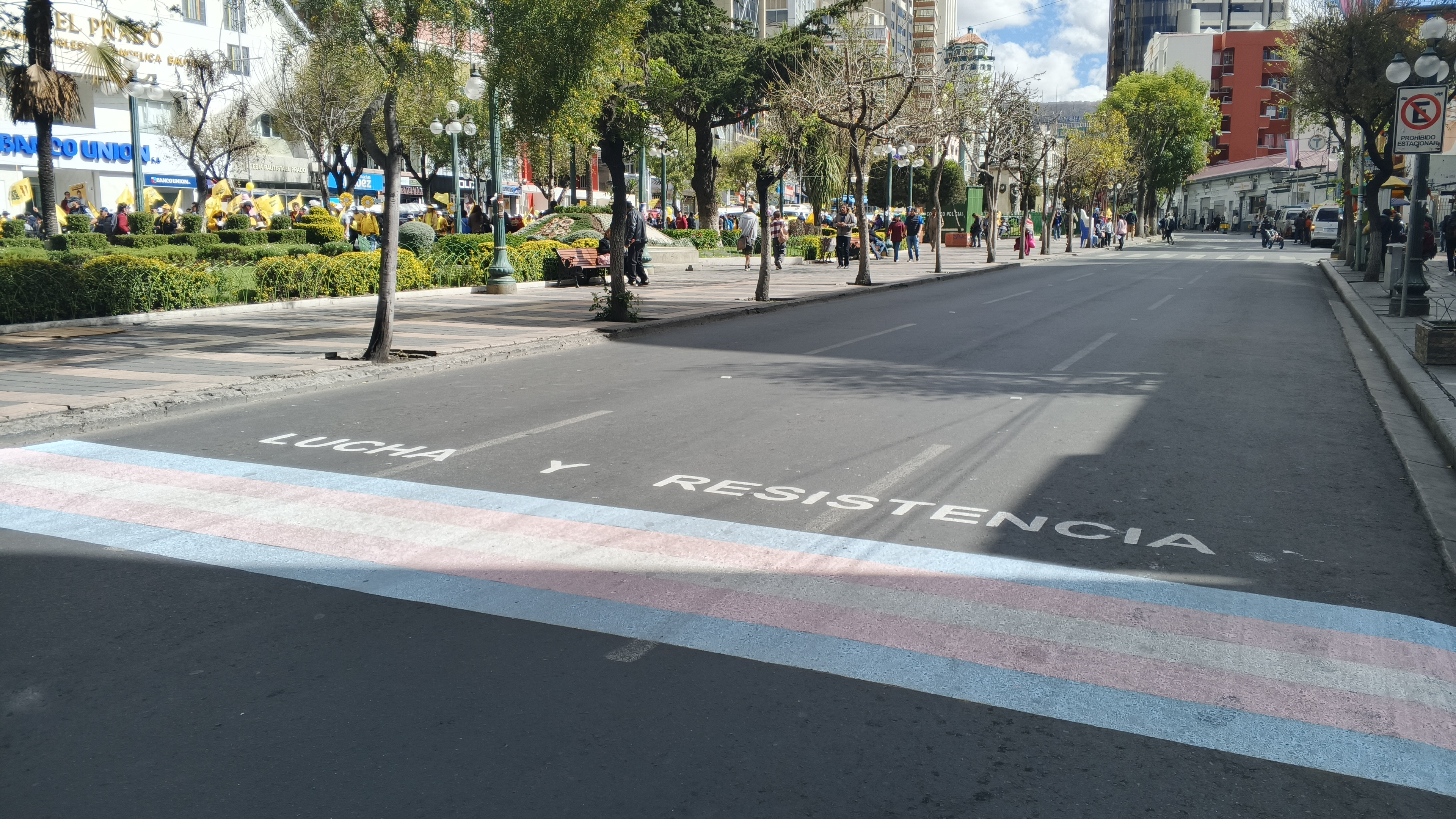
Paso de cebra de la bandera trans pintado para la XXIII Marcha del Orgullo LGBT en La Paz

En Sucre, la primera marcha se realizó en 2007; entre 2008 y 2010 se suspendió la marcha, y desde 2011 se reactivó.
En el año 2009, comienzan las marchas en El Alto.
Debido a la pandemia de covid-19, las marchas en los años 2020 y 2021 se suspendieron y se realizaron actividades En línea.
En el año 2022, se realizó la Primera Marcha Internacional de la Mujer, Género-Diversidad y del Orgullo entre localidades bolivianas en conjunto con la zona norte de la provincia de Jujuy de Argentina.